# Kościół Matki Bożej Bolesnej w Rydze
Kościół Matki Bożej Bolesnej (łot. Sāpju Dievmātes Romas katoļu baznīca) – kościół rzymskokatolicki zbudowany w XVIII wieku znajdujący się w Rydze przy ul. Zamkowej (Pils ielā) 5.

## Historia
W XVIII wieku na miejscu obecnego kościoła mieściła się drewniana kaplica rzymskokatolicka. Z inicjatywą budowy murowanej świątyni wystąpił w 1780 podczas wizyty w Rydze cesarz Józef II, na co wyraziła zgodę Katarzyna II. Środki pieniężne na ten cel przekazali Józef II z matką – Marią Teresą oraz król Stanisław August Poniatowski i carewicz Paweł.
Kościół został zbudowany w stylu klasycyzmu w latach 1784–1785 (architekt nieznany). 28 lipca 1785 biskup pomocniczy mohylewski Jan Benisławski dokonał konsekracji świątyni.
W kościele o wymiarach 28 metrów (długość) na 14 metrów (szerokość) i 12 metrów (wysokość) znajdowało się pięć marmurowych ołtarzy: Matki Boskiej Bolesnej, św. Ignacego Loyoli, św. Jana Nepomucena, św. Wincentego z Ferrary i przybicia Jezusa do krzyża. Po wybudowaniu kościoła proboszcz luterańskiej parafii św. Jakuba Christopf Adolf Ludwig Diegelstaet (Kristiāns Ādolfs Ludvigs Digelštets), zwrócił katolikom należącą do nich kamienną rzeźbę Matki Boskiej Bolesnej, która została ukryta w XVII wieku w kościele luterańskim z obawy przed zniszczeniem przez Szwedów. Proboszcz parafii Jānis Gindels umiejscowił figurę w specjalnie przygotowanej na tę okoliczność niszy w ścianie prezbiterium. Obecnie figura znajduje się w muzeum.
W latach 1806–1820 kościół znajdował się pod jurysdykcją jezuitów, a od 1822 do 1868 – dominikanów. W czasach, gdy proboszczem kościoła był Stefan Kozłowski (okres rządów generała-gubernatora Inflant Suworowa), budynek został przebudowany i powiększony. Zrealizowany w latach 1858–1860 projekt wykonał ryski architekt Johann Felsko.
W latach 1895–1896 na miejscu wyburzonej zrujnowanej kaplicy z 1836 r. (wybudowanej przez Dominikanów ryskich kosztem Baldaszewskiego) wzniesiono wspaniałą, wysoko sklepioną kaplicę fundacji rodziny Niemirowiczów-Szczyttów w stylu odrodzenia włoskiego. Fundatorem był znany dobrodziej rzymskokatolickiego Towarzystwa Dobroczynności w Rydze Justynian Niemirowicz-Szczytt z małżonką Józefą z Bohomolców oraz Maria z Niemirowiczów-Szczyttów Szemioth. W kaplicy znajdowały się trzy bogate ołtarze. Połączona była z kościołem parafialnym wysoką arkadą i pięknie kutą furtą przejrzystą. Kaplica została poświęcona w 1896 r. w dniu Zesłania Ducha Świętego.
Na przełomie XIX i XX wieku w Rydze powstały kolejne kościoły katolickie: św. Franciszka (1892) i św. Alberta (1903) – początkowo jako filie parafii Matki Boskiej Bolesnej.
W 1920 w kościele odbyła się uroczysta msza święta z udziałem wizytatora apostolskiego arcybiskupa Achillesa Rattiego. Od 1940 do 1945 w świątyni odbywały się greckokatolickie msze święte (ponownie od 1993). W czasach sowieckich w kościele odprawiano nabożeństwa, funkcję proboszczów pełnili m.in. Leonard Kozłowski (1956–1961, 1982–1993) i Zigfrīds Naglis (1971–1982).
Obecnie proboszczem jest ks. Andrzej Stokłosa. Językiem kazań w parafii Matki Bożej Bolesnej pozostaje łotewski, jednak w każdą niedzielę i święta odbywają się msze święte w językach polskim, litewskim i rosyjskim.